# Heinrich Andreas de Cuvry

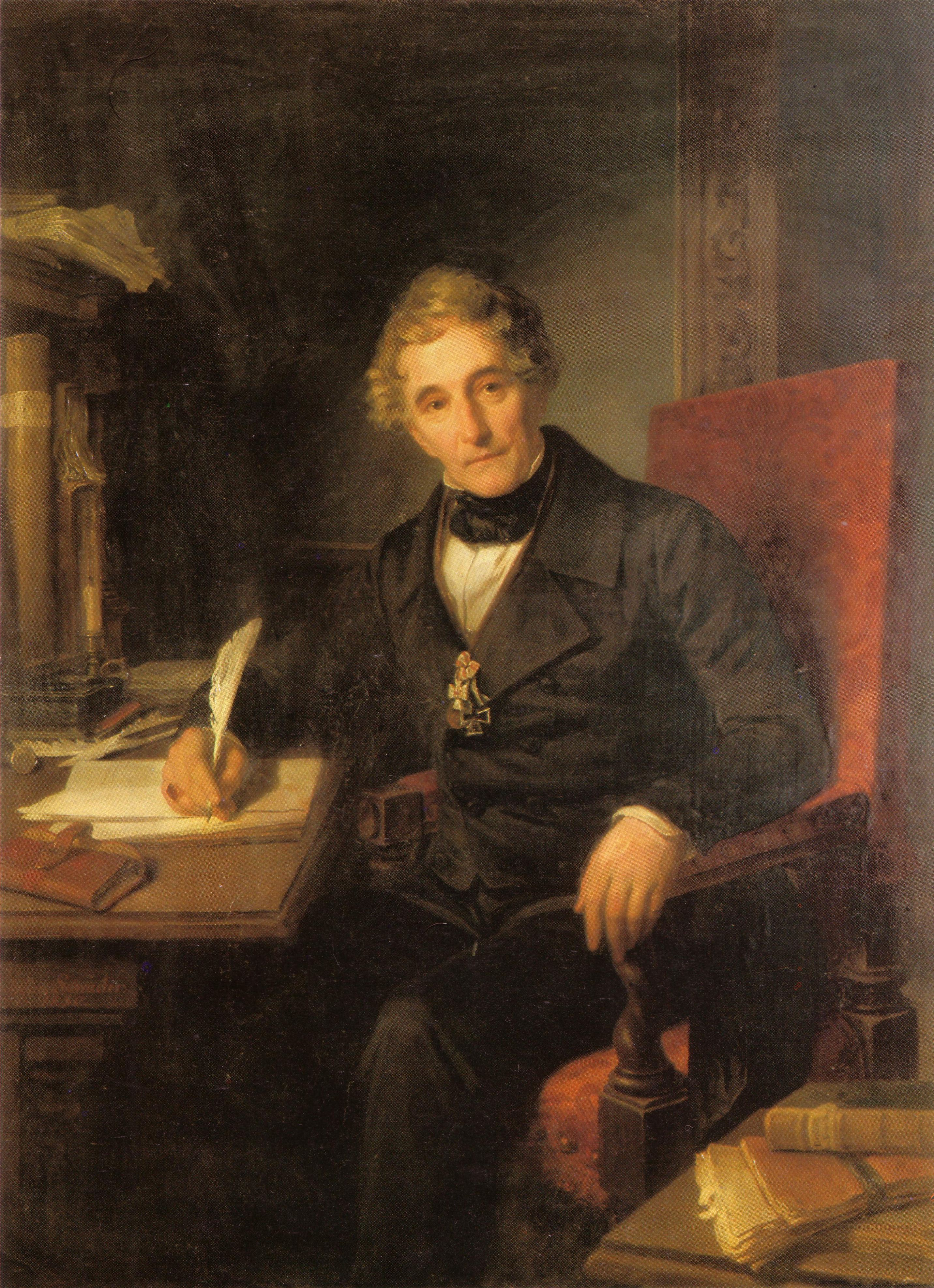
Heinrich Andreas de Cuvry; Porträt von Julius Schrader (1850)

Heinrich Andreas de Cuvry (* 30. Mai 1785 in Berlin; † 21. Oktober 1869 ebenda) war Kommunalpolitiker und Jurist.
Cuvry – sein Geburtsname lautete Henri André de Cuvry – war französischer Herkunft, sein Urgroßvater Pierre de Cuvry stammte aus Metz. Seine Eltern waren Pierre de Cuvry (1759–1791) und Louise Madelaine geb. Audibert. Verheiratet war er mit Marie Jeanne Emilie geb. Humbert (1795–1863), aus der Ehe gingen drei Kinder hervor: Henri Adolphe Richard (1819–1892), Marie Emilie Elisabeth (1826–1904) und Henri Guillaume Ernest Paul (* 1829). Er gehörte der Französisch-reformierten Kirche an.
Ab 1812 war Cuvry Referendar beim Kammergericht Berlin, 1813 nahm er als Freiwilliger an den Befreiungskriegen teil. Er machte sich einen Namen als langjähriges Mitglied und später als Vorsitzender des Direktoriums der Armenfürsorge des Berliner Magistrats, nachdem die vom Staat gelenkte und im Wesentlichen auch finanzierte Armenbehörde ab 1. Januar 1820 entsprechend der Städteordnung dem Magistrat von Berlin (dem er von 1814 bis 1850 angehörte) unterstellt worden war. Für sein kommunales Schaffen wurde ihm am 27. September 1850 der Titel Stadtältester von Berlin verliehen.
1825 erwarb er die Meierei Bartholdi, deren Landbesitz sich auf dem Cöpenicker Feld außerhalb der Stadtmauer zwischen der Spree, dem Lohmühlengraben, dem Landwehrgraben und der heutigen Falckensteinstraße erstreckte. Die Gebäude lagen im Bereich der Schlesischen Straße 17–22. In der Schlesischen Straße 15 entstand Cuvrys „Herrenhaus“, ein als vornehm beschriebenes Gebäude am Ort des heutigen Lido. 1827 begann er, Teile seines umfangreichen Grundbesitzes wieder zu verkaufen, unter anderem an den Kupferschmied Carl Justus Heckmann, der an der späteren Taborstraße ein Messingwalzwerk errichtete. Das übrige Gelände parzellierte er und ließ an den neu entstandenen Straßen Mietshäuser bauen. Eine der dort angelegten Straßen erhielt am 8. August 1858 bereits zu seinen Lebzeiten seinen Namen.

## Namensgebungen
Straßen:

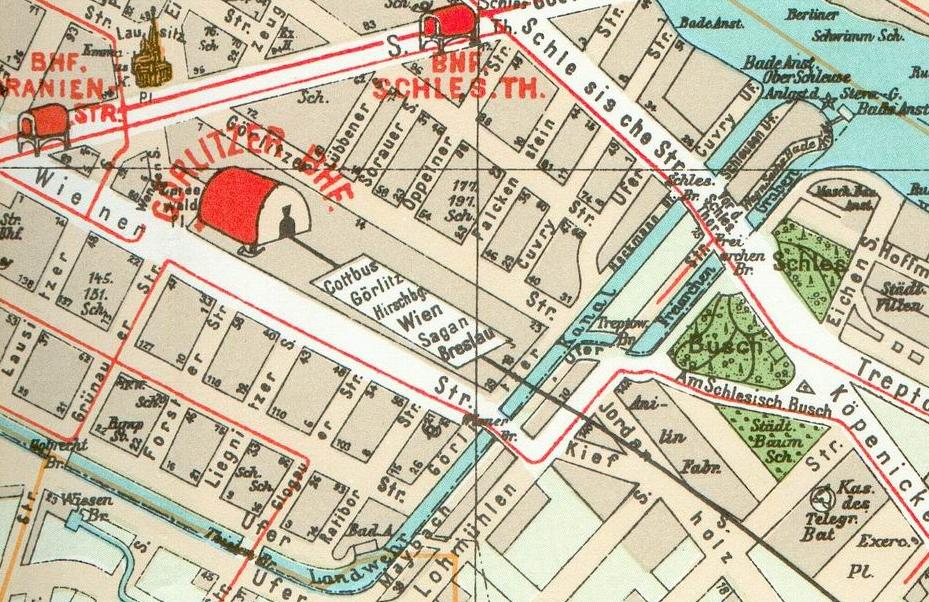
Cuvrystraße und Cuvryufer auf einem Stadtplan von 1902

- Cuvrystraße, in Friedrichshain-Kreuzberg. Die gängige Aussprache „Kufristraße“ entspricht nicht mehr der Aussprache des Familiennamens Cuvry [kʏvrˈi].
- Cuvry-Ufer (ab 6. November 1849 bis nach 1920) längs der Oberschleuse zwischen Spree und Schlesischer Straße.[3]